# Martin Wikström
Martin Wikström, folkbokförd Klas Anders Martin Vikström, född 19 juli 1977 i Piteå landsförsamling i Norrbottens län, är en svensk skådespelare.

## Filmografi
- 1997 – Vildängel
- 1999 – Lusten till ett liv
- 2000 – Knockout
- 2002 – Svenska slut